# Сельское поселение «Село Новослободск»
Сельское поселение «Село Новослободск» — муниципальное образование в Думиничском районе Калужской области.
Административный центр — село Новослободск.

## История
До войны на территории нынешнего СП «Село Новослободск» было 3 сельсовета: Слободский, Каменский и Зимницкий, образованные в нач. 1920-х гг.
В 1940 в эти сельсоветы входили населенные пункты (в скобках число дворов): д. Слободка (237), с. Зимницы (391), д. Каменка (223), поселки Ботня (40), Чернозём (15), Бакрит (11).
В 1954 создан укрупненный Зимницкий сельсовет. С 1956 в его состав входили также населенные пункты временно упраздненного Маклаковского с/с. В 1968 его вернули к прежним размерам: село Зимницы, пос. Слободка (будущий Новослободск), деревни Слободка и Каменка, поселки Ботня и Чернозем.
В 1959 г. образовался п.Новослободск. В 1990-е в него был перенесен адм. центр Зимницкого сельсовета.
В 2005 Зимницкий сельский совет реорганизован в сельское поселение «Село Новослободск». В настоящее время это крупнейшее (по числу жителей) сельское поселение Думиничского района.

## Население
| 2010  | 2012  | 2013  | 2014  | 2015  | 2016  | 2017  |
| ----- | ----- | ----- | ----- | ----- | ----- | ----- |
| 1698  | ↘1667 | ↘1617 | ↘1604 | ↘1571 | ↘1544 | ↘1517 |
| 2018  | 2019  | 2020  | 2021  |       |       |       |
| ↘1486 | ↘1455 | ↗1469 | ↗1535 |       |       |       |

## Состав сельского поселения
В состав сельского поселения входят:
| № | Населённый пункт | Тип населённого пункта       | Население |
| - | ---------------- | ---------------------------- | --------- |
| 1 | Новослободск     | село, административный центр | ↗1395     |
| 2 | Зимницы          | село                         | ↘250      |
| 3 | Каменка          | деревня                      | ↘10       |
| 4 | Слободка         | деревня                      | ↘43       |

- Карта Думиничского района М 1: 50000 Архивная копия от 4 марта 2016 на Wayback Machine

## Предприятия и организации
- Новослободский дом-интернат для престарелых и инвалидов
- Новослободская средняя общеобразовательная школа
- Администрация СП «Село Новослободск»
- Детский сад «Солнышко»
- Пекарня МУП «Думиничский хлебокомбинат»
- Участок ГУП «Калугаоблводоканал»
- Новослободская участековая больница Думиничской ЦРБ
- Палата сестринского ухода Думиничской ЦРБ
- Зимницкий ФАП.[17][18]

— (данные на 2013 год)